# Città di Banyule
La città di Banyule è una local government area che si trova nello Stato di Victoria. Essa si estende su una superficie di 63 chilometri quadrati e ha una popolazione di 118.306 abitanti. La sede del consiglio si trova a Ivanhoe.